# اپل ولی (کالیفرنیا)
اپل ولی (به انگلیسی: Apple Valley) شهری در شهرستان سن برناردینو، کالیفرنیا ایالت کالیفرنیا است که در سرشماری سال ۲۰۱۰ میلادی، ۶۹۱۳۵ نفر جمعیت داشته است.